# Mojsinje (Ćićevac)
Mojsinje (em cirílico: Мојсиње) é uma vila da Sérvia localizada no município de Ćićevac, pertencente ao distrito de Rasina, na região de Pomoravlje. A sua população era de 17 habitantes segundo o censo de 2011.

## Demografia
| 1948 | 1953 | 1961 | 1971 | 1981 | 1991 | 2002 | 2011 |
| ---- | ---- | ---- | ---- | ---- | ---- | ---- | ---- |
| 116  | 117  | 106  | 84   | 62   | 51   | 36   | 17   |